# 陈乃元
陈乃元（平話字：Déng Nâi-ngé̤ng；1878年—1930年），字子范，号爱吾，男，福建莆田人，中华民国政治人物。1921年，加入福建自治促进会。1929年2月5日—1930年1月6日，以福建省民政厅厅长身份兼任福建省政府代主席。

## 家庭
- 儿子陈国熙